# Trabatel
El trabatel es una pieza de sillería característica de la arquitectura barroca de Galicia, empleada con la doble función de parteluz horizontal y vierteaguas con el fin de conducir una mayor cantidad de luz natural a las estancias más oscuras de la vivienda y al mismo tiempo resguardarla en lo posible de la lluvia.
Se trata de una piedra horizontal o ringlera de tejas que divide la ventana en dos partes: una inferior, practicable, y otra superior, de menor altura, generalmente fija. De este modo, el trabatel desvía el impacto de la lluvia sobre la ventana inferior a la vez que por la orientación de la ventana superior mejora sensiblemente las condiciones de iluminación interior, al conseguir una distribución más uniforme de la luz natural. Su uso está generalmente asociado a pazos y construcciones religiosas.
A pesar de ser un elemento arquitectónico especialmente adecuado para un clima como el gallego, de pocos días de sol a lo largo del año y lluvias frecuentes, el trabatel ha dejado de emplearse, y la mayoría de los ejemplos que se conservan se encuentran apenas en algunas casas señoriales compostelanas.